# ヤーン・レヴォスラフ・ベラ
ヤーン・レヴォスラフ・ベラ（Ján Levoslav Bella, 1843年9月4日 リプトフスキー・ミクラーシュ - 1936年5月25日 ブラチスラヴァ）はスロヴァキアの作曲家・指揮者。非常に長命であったが、19世紀ロマン派音楽の伝統を墨守した。

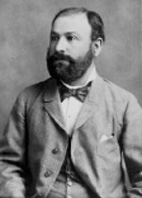
ヤーン・レヴォスラフ・ベラ

1866年に叙階されて僧籍に入るが、1881年にトランシルヴァニアのヘルマンシュタット（現ルーマニア領シビウ）の楽長に就任すべく還俗する。生前は作曲家としても指揮者としても高名であり、ヨハネス・ブラームスやハンス・フォン・ビューロー、ヨーゼフ・ヨアヒムおよびエルンスト・フォン・ドホナーニらの重鎮から高評を得ていた。
代表作はドイツ民話に基づく歌劇《鍛冶屋ヴィーラント Wieland der Schmied 》であるが、作品は多岐に渡っており、フランツ・リストやロベルト・シューマンの影響が見られる器楽曲をふんだんに作曲した。こんにちでは器楽曲、とりわけ弦楽四重奏曲やピアノ曲の再評価が試みられている。